# 橋本正己
橋本 正己（はしもと まさみ、1917年2月14日 - 2003年1月26日）は、日本の公衆衛生学者。国立公衆衛生院名誉教授。1989年勲三等旭日中綬章受章。

## 経歴
大阪府豊中市生まれ。1940年大阪帝国大学医学部卒。短期現役士官海軍医師、1948年「昭和二十一年春季阪神地方流行時に於ける発疹チフス患者百七十名の疫学的並に臨床的観察」で大阪帝国大学より医学博士の学位を取得。豊中保健所勤務、厚生省公衆衛生局、国立公衆衛生院部長、名誉教授。1982年埼玉県立衛生短期大学学長。1989年勲三等旭日中綬章受勲。

## 著書
- 『公衆衛生と組織活動』誠信書房 1955
- 『衛生行政』績文堂出版 1958
- 『都市の環境衛生』全国市長会 市政シリーズ 1959
- 『衛生行政学序説』医学書院 1961
- 『地域保健活動 公衆衛生と行政学の立場から』医学書院 1968
- 『地域保健活動の動向と課題』医学書院 1975
- 『公衆衛生現代史論』光生館 1981

### 共編
- 『公衆衛生看護双書』第1‐15 共編 医学書院 1963‐71
- 『地域活動の方法』三浦文夫共編 全国社会福祉協議会 1973
- 『地域活動論 保健と福祉のコミュニティ・ワーク』三浦文夫共編 全国社会福祉協議会 1973
- 『社会変動と住民の保健』編 医学書院 1974
- 『新公衆衛生学』船川幡夫共編著 第一出版 1976
- 『衛生行政大要』改訂10版 下田智久共編集 日本公衆衛生協会 1981
- 『公衆衛生の軌跡とベクトル 対談』大谷藤郎共著 医学書院 1990

### 翻訳
- Herman E.Hilleboe ほか『国の保健計画へのアプローチ』日本公衆衛生協会 1973
- Howard E.Freeman, Sol Levine,Leo G.Reeder 編『医療社会学』日野原重明,杉政孝共監訳 医歯薬出版 1975
- 『公衆衛生におけるポストグラジュエート(卒後)の教育と訓練 WHO専門家委員会報告』日本公衆衛生協会 1975
- F.Grundy,W.A.Reinke『保健活動研究と経営学的方法の定式化』共訳 日本公衆衛生協会 1975
- WHO 編『学校保健プログラムの評価 ワーキング・グループ報告』日本公衆衛生協会 1980
- Edwin Chadwick『大英帝国における労働人口集団の衛生状態に関する報告書』日本公衆衛生協会 1990